# Kiss of the Dragon
Kiss of the Dragon (Le Baiser mortel du dragon em francês) (bra: Beijo do Dragão ou O Beijo do Dragão; prt: O Beijo Mortal do Dragão) é um filme de ação franco-estadunidense de 2001 dirigido por Chris Nahon, com roteiro e produção de Luc Besson, e estrelando um elenco internacional com Jet Li, Bridget Fonda e Tchéky Karyo. No filme, um agente da inteligência chinesa é enviado a Paris para prender um chefe da máfia chinesa; acusado de assassinato, ele recruta uma prostituta para ajudá-lo a provar sua inocência.
Li propositalmente queria adotar uma abordagem realista para as cenas de luta e renunciar ao CGI e ao trabalho com cabos que havia sido popularizado por filmes como Charlie's Angels e The Matrix. É notável que a maioria das sequências de ação não usava CGI ou cabos; apenas duas cenas exigiram aprimoramento CGI e apenas uma cena envolveu trabalho com cabos.

## Enredo
Liu Jian (Jet Li), um agente de inteligência taiwanês, é enviado a Paris para ajudar as autoridades francesas a prender o chefe da máfia chinesa, Sr. Big (Ric Young), que está envolvido no contrabando de heroína. Ele conhece o inspetor Jean-Pierre Richard (Tchéky Karyo), um detetive policial corrupto e violento, em um hotel. Richard engana Liu fazendo-o acreditar que ele está simplesmente fornecendo o reconhecimento de um encontro envolvendo o Sr. Big. Durante a operação, Sr. Big é apresentado a duas prostitutas, sendo uma delas Jessica Kamen (Bridget Fonda), uma americana, que ele leva de volta para seu quarto para fazer sexo. Enquanto Liu e os demais assistem pela câmera de vigilância, Sr. Big expulsa todos, exceto as duas mulheres. Depois de fingir seduzi-lo, a outra prostituta esfaqueia Sr. Big. Supervisionando os acontecimentos de outra sala, Liu entra correndo e imobiliza a prostituta. Ele então tenta pedir ajuda para salvar a vida de Sr. Big, mas Richard entra logo depois, atirando em Sr. Big e na mulher com a arma de Liu emitida pela polícia, incriminando Liu pelos dois assassinatos. Jéssica se esconde no banheiro durante o acontecimento.
Percebendo que foi incriminado, Liu consegue escapar do hotel com uma fita de vigilância que mostra Richard atirando no Sr. Big. Após os acontecimentos, representantes chineses são enviados à França para investigar o assunto, já que Richard faz de Liu o principal suspeito. No entanto, os contatos não acreditam na história que Richard conta. Liu se encontra com um deles em uma balsa e lhe passa a fita, revelando a verdade. No entanto, os homens de Richard os avistam e o contato é assassinado. Liu é então forçado a fugir de uma horda de policiais e comandos do GIGN. Depois que Liu escapa, ele é forçado a se manter escondido.
Enquanto sua situação piora, ele conhece Jéssica, cuja filha foi sequestrada por Richard para forçá-la à prostituição. Liu descobre que Jessica era a outra prostituta do hotel na noite do assassinato de Sr. Big. Ele percebe que ela pode provar sua inocência, mas ela se recusa a ir sem resgatar sua filha, Isabel (Isabelle Duhauvelle). Liu decide que a fita forneceria a melhor evidência e manda Jessica ao escritório de Richard para roubar a fita. Jéssica consegue pegar a fita, então Liu e Jéssica vão para um orfanato onde Isabel é mantida. Porém, Richard antecipa esse movimento e embosca os dois no orfanato. Durante a fuga, Jéssica leva um tiro no peito. Liu consegue levá-la ao hospital a tempo e parte para a delegacia, determinado a resgatar sua filha. 
Liu chega à delegacia onde Richard mantém Isabel como refém e abre caminho através de outra horda de policiais. Depois de conseguir derrotar os capangas pessoais de Richard, Liu entra em seu escritório e o encontra segurando Isabel sob a mira de uma arma. Mesmo Liu estando desarmado, ele diz a Richard que se ele matar Isabel, ele terá todo o tempo necessário para matá-lo. Richard tenta matar Liu, mas só consegue atirar em seu ombro. No entanto, o ferimento à bala não impede Liu de desarmar Richard enquanto enfia uma agulha de acupuntura em sua nuca, em um local proibido conhecido como "beijo do dragão", que estimula todo o sangue do corpo a ir até o cérebro para causar uma morte dolorosa por aneurisma cerebral. Richard sofre e morre devido ao "beijo do dragão" no momento em que Liu vai embora com Isabel. Voltando ao leito do hospital de Jéssica, Liu remove uma agulha de acupuntura do pescoço de Jéssica, acordando-a imediatamente. Ao acordar, ela felizmente encontra Isabel dormindo pacificamente ao seu lado.

## Elenco
| - Jet Li como Inspetor "Johnny" Liu Jian - Bridget Fonda como Jéssica Kamen - Tchéky Karyo como Inspetor Jean-Pierre Richard - Ric Young como "Sr. Big" Sung - Burt Kwouk como Tio Tai - Max Ryan como Lupo | - Kentaro como Chen - Laurence Ashley como Aja - Cyril Raffaelli como Gêmeo - Didier Azoulay como Gêmeo - John Forgeham como Inspetor Max - Paul Barrett como Piloto | - Colin Prince como Assistente de Lupo - Vincent Glo como "Pluto" - Vincent Wong como Ministro Tang - Isabelle Duhauvelle como Isabel Kamen - Affif Ben Badra como Capanga de Lupo (não-creditado) |

## Produção
O diretor filmou a maioria das sequências de ação sem CGI ou cabos; apenas duas cenas exigiram aprimoramento CGI e apenas uma cena envolveu trabalho com cabos. O trabalho com cabos foi adicionado a uma das últimas sequências de luta entre Li e Cyril Raffaelli, a fim de dar clareza aos chutes de Raffaelli, já que ele se movia rápido demais para a câmera. Nahon teve que desacelerar a cena de luta, pois tanto Li quanto Raffaelli estavam se movendo rápido demais para serem capturados claramente na velocidade normal de gravação.
A versão francesa do filme é notavelmente diferente das outras; contém uma cena ampliada de Tcheky Karyo atirando na cabeça de um de seus capangas, resultando em uma fonte de sangue em erupção. Esta passagem foi cortada da maioria das versões internacionais do filme.

## Origem do título
O título "Beijo do Dragão" é derivado de uma das últimas cenas do filme, em que Liu perfura a nuca de Richard com uma agulha de acupuntura em um ponto "muito proibido" do corpo. A punção em si, chamada de "beijo do dragão", retém todo o sangue do corpo na cabeça e causa efeitos colaterais de tetraplegia, sangramento pelos orifícios da cabeça e morte dolorosa por aneurisma cerebral.

## Recepção
O filme recebeu avaliações mistas dos críticos, que pensaram que a violência o dominou às custas da história e até mesmo de um verdadeiro retrato das artes marciais. No Rotten Tomatoes o filme tem um índice de aprovação de 52% com base nas avaliações de 109 críticos. O consenso do site afirma: "Um jogo de ação estereotipado que certamente agradará os fãs de ação. Aqueles que procuram enredo, credibilidade ou desenvolvimento de personagem terão dificuldade em encontrá-los". No Metacritic, o filme tem uma pontuação de 58 em 100, com base em 26 avaliações, indicando "avaliações mistas ou médias". O público pesquisado pelo CinemaScore deu ao filme uma nota B+ em uma escala de A a F.
Escrevendo no Asian Journal of Communication em 2013, o acadêmico Zheng Zhu listou o filme ao lado de Dragon: The Bruce Lee Story (1993) e The Tuxedo (2002) como filmes que romperam com a tradição ocidental de retratar homens asiáticos como assexuados, afirmando que, embora eles são frequentemente apresentados como heróis em filmes de artes marciais, mas raramente são retratados como românticos ou amorosos. Observando que cada filme mostra um artista marcial asiático com uma parceira branca, Zhu afirma que eles invertem o retrato convencional de um "cavaleiro branco dominante e uma senhora oriental submissa". No entanto, ele faz críticas ao retrato dessas relações. Por exemplo, cada filme mostra “as mulheres brancas desempenhando o papel mais importante” em ajudar os homens chineses a alcançar o sucesso. Os homens asiáticos, argumenta Zhu, são retratados como incapazes de alcançar o sucesso na sociedade ocidental, a menos que sejam apoiados pela feminilidade branca.
Roger Ebert, do Chicago Sun-Times, deu ao filme 3 de 4 estrelas e escreveu: "Gosto do filme no nível físico simples. Não há significado mais profundo nem habilidade superior envolvida; apenas ação profissional, bem encenada e filmada com certa elegância estilística". O filme é baseado em uma história de Li, e é uma das últimas aparições de Fonda na tela antes de sua aposentadoria como atriz.
Devido à sua violência, Kiss of the Dragon foi proibido na China. Li falou sobre essa censura.

## Box office
Kiss of the Dragon estreou em 2 025 cinemas norte-americanos em 6 de julho de 2001, com um faturamento bruto no fim de semana de estreia de 13 304 027 dólares (6 569 dólares por tela). O total bruto norte-americano foi de 36 845 124 dólares, tornando o filme muito lucrativo para a 20th Century Fox (que pagou apenas pouco mais de 12,5 milhões de dólares para adquirir os direitos de distribuição na América do Norte e em alguns outros territórios estrangeiros).
Sua bilheteria total mundial é de 64 437 847 dólares.
O filme foi definido para ser o primeiro filme nos Estados Unidos a receber uma classificação R a disponível no Disney+ em 29 de abril de 2022, mas eventualmente a decisão foi abandonada e o filme será transmitido apenas no Canadá.

## Trivia
- Existem informações conflitantes sobre o nome do Protagonista interpretado por Li. Seu sobrenome é Liu, seu nome de batismo é principalmente Jian, seja no IMDb, Fandom, mas também em encartes de DVD e Blu-ray. No entanto, seu nome completo é mencionado duas vezes, seu sobrenome no geral três vezes, duas vezes pelo inspetor Jean-Pierre Richard, uma vez por seu colega policial chinês. E sempre seu sobrenome é pronunciado como Ouyang, que é um sobrenome muito comum na China. Quando Richard menciona seu nome completo pela primeira vez, parece muito com a pessoa da vida real Ouyang Ziyuan, e as legendas também mostram o nome como Ouyang Suiyan. Quando Richard menciona seu sobrenome pela segunda vez, ele também o pronuncia como Ouyang, mas nas legendas em todos os idiomas o nome aparece como Liu Ciu-jian (no estilo Pinyin sem hifenização Ciujian). O mesmo faz o colega policial chinês de Liu/Ouyang, pronunciando o sobrenome como "(Inspetor) Ouyang". Portanto, parece muito provável que seu sobrenome original fosse Ouyang, e seu nome de batismo, Suiyan, mas Ouyang Suiyan foi posteriormente alterado para Liu Jian.
- Em entrevista na estreia em Los Angeles em 25 de junho de 2001, Fonda afirmou que não gostou de trabalhar com o ator que interpretou o gêmeo mais alto, Didier Azoulay, porque em uma cena ele agarra sua personagem Jéssica pelo pescoço, levanta-a no ar e a sufoca, o que Azoulay fez com muita força. Na mesma entrevista, Li enfatiza a importância da personagem de Fonda para a trama. Ele disse que nos filmes de ação normais a menina é como uma flor que pode aparecer, desaparecer e reaparecer quando desejada, sem ter nenhum significado importante. Jéssica, porém, seria a chave entre o mocinho Liu e o bandido Richard, e ela faria toda a história funcionar.[23]

## Trilha sonora
A trilha sonora foi lançada em 3 de julho de 2001, pela Virgin Records, e consistia principalmente em uma mistura de hip hop e música eletrônica.
1. "Mystikal Fever" – 3:49 (Mystikal)
2. "Lapdance" – 3:33 (N.E.R.D)
3. "Aerodynamic" – 3:35 (Daft Punk and Slum Village)
4. "Fuck That" – 3:17 (Bathgate)
5. "What You Got?" – 4:19 (Chino XL)
6. "Sing" – 4:41 (Mouse)
7. "Cheatin'" – 3:46 (Liberty City)
8. "Don't Blame It on I" – 4:05 (The Congos)
9. "Ghir Dini" – 3:59 (Assia)
10. "As If You Said Nothing" – 4:38 (Craig Armstrong)
11. "Adore You" – 4:21 (Lisa Barbuscia)

## Links externos
- Kiss of the Dragon no IMDb